# Tropidion calciope
Tropidion calciope là một loài bọ cánh cứng trong họ Cerambycidae.